# Schuppen (Gebäude)

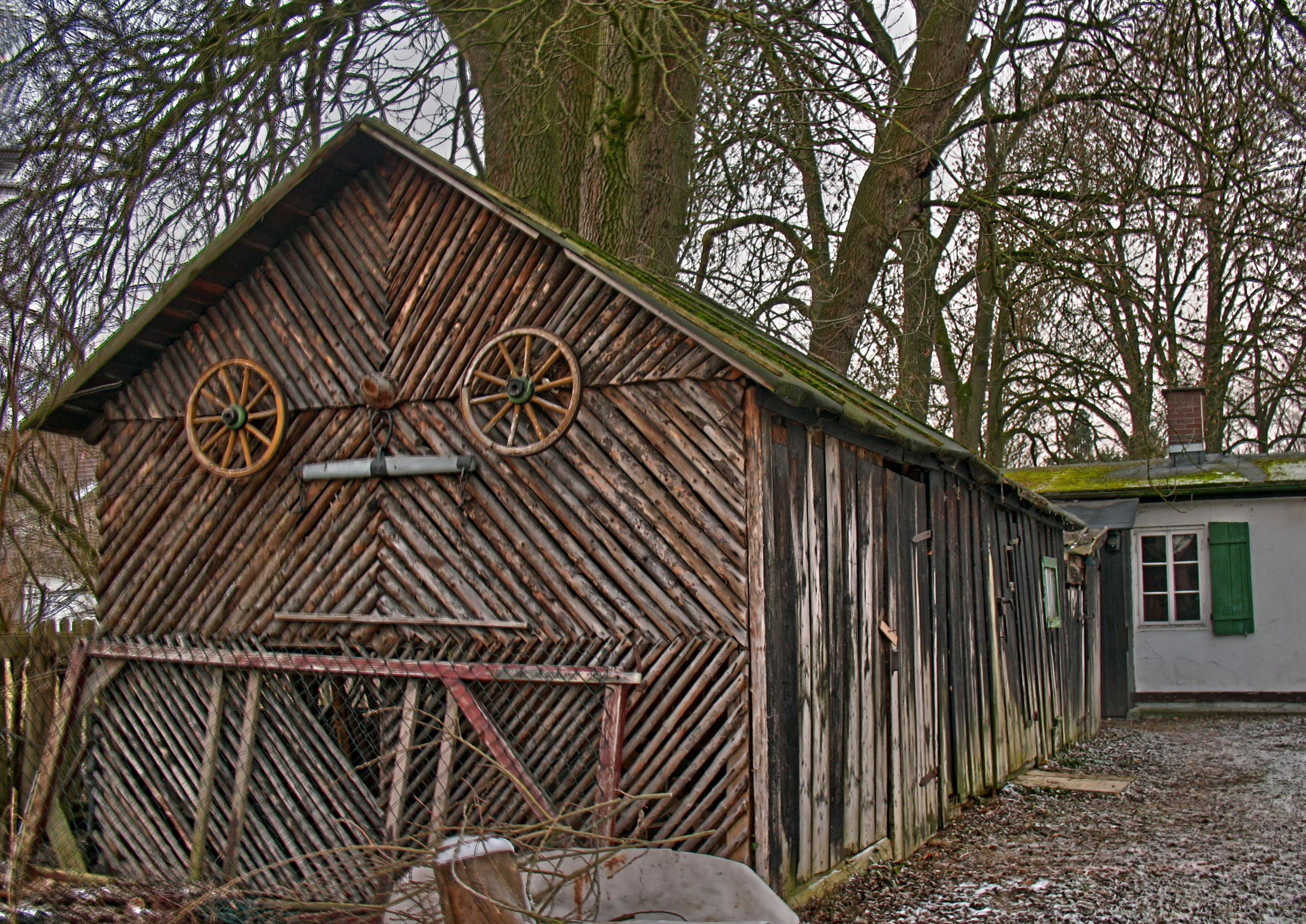
Geräteschuppen in Olching

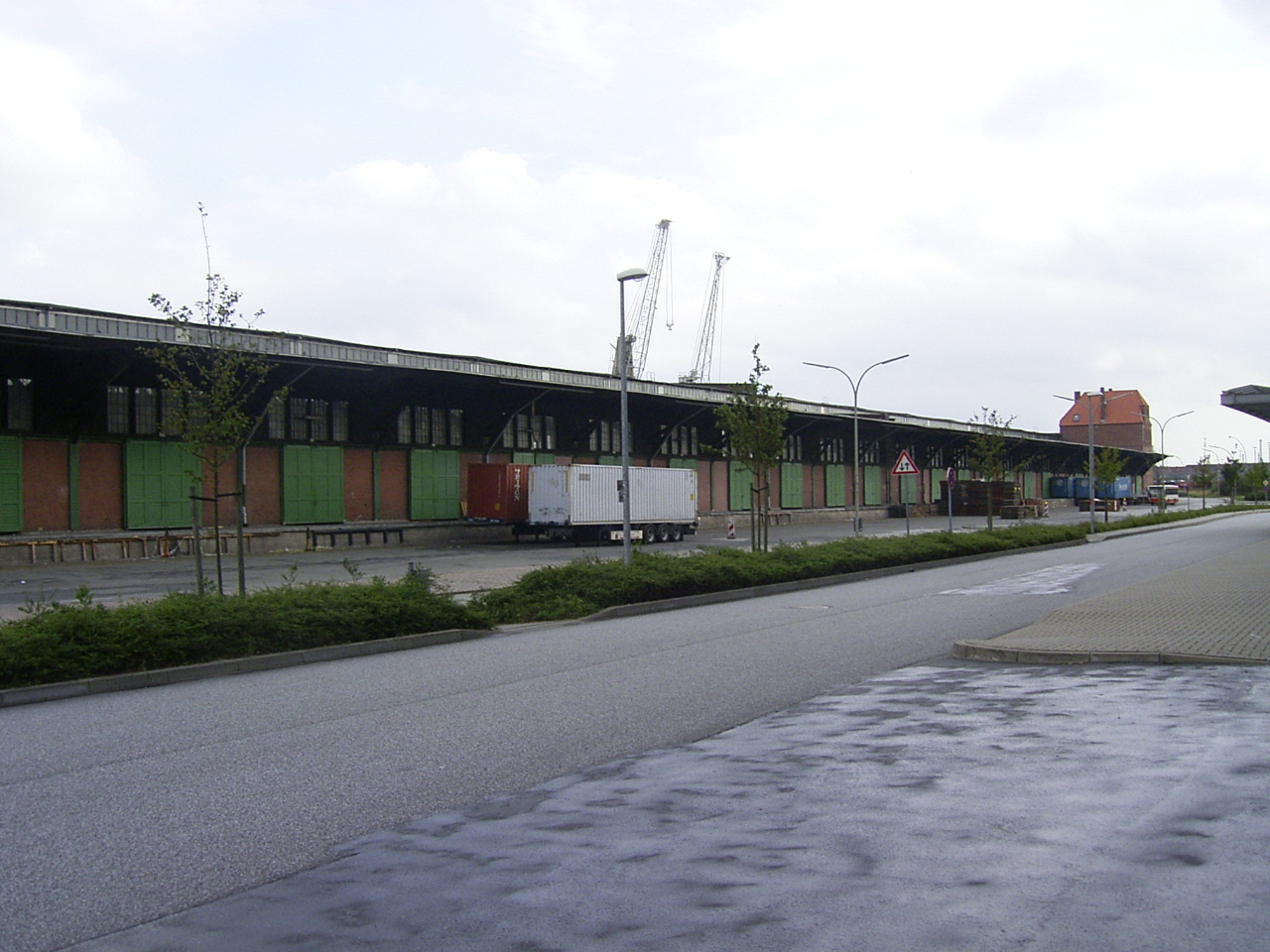
Der historische Schuppen 50 im Hamburger Hafen

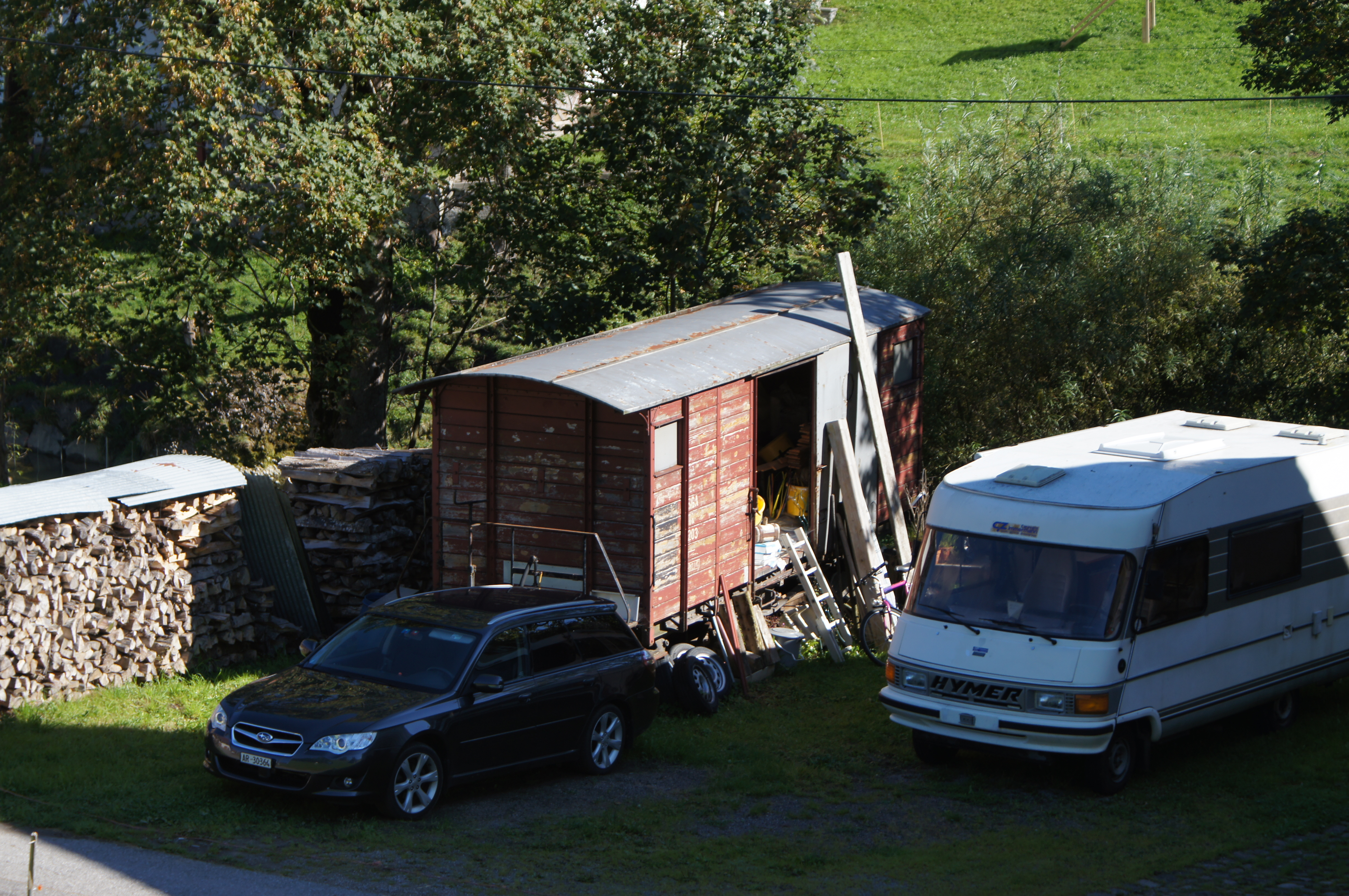
Bahnwagon als Geräteschuppen

Ein Schuppen (bairisch und österreichisch auch der Schupfen oder die Schupfe, jedoch weitgehend von der niederdeutschen Variante mit „pp“ verdrängt, erzgebirgisch Schupp, vogtländisch Schupf, schweizerdeutsch und oberdeutsch auch Schopf) ist eine Art Hütte, d. h. ein meist in einfacher Bauweise aus möglichst preiswertem Baumaterial (Bretter, Wellblech) eingeschossig errichtetes Gebäude, das als Abstellplatz oder als Lagerraum zur Unterbringung von Fahrzeugen, Geräten, Gütern und Materialien verwendet wird, mitunter auch als Ort zur Instandsetzung oder Reinigung.

## Verwendung
Ursprünglich definiert man den Schuppen als ein „Gebäude zum Aufbewahren der Acker- und Wirtschaftsgeräte“. Auch zur trockenen Verwahrung von „besseren Luxuswagen und Schlitten [und] der Feuerspritzen“ wurde er genutzt. Laut Pierer’s Universal-Lexikon von 1862 ist es „ein leicht aufgeführter Stall zur Aufbewahrung der Wagen (Wagenschuppen), des Holzes, Strohes und Heues“.
Den dort verwahrten Gegenständen wird so Schutz vor äußeren Einflüssen wie Witterung und Diebstahl geboten. Insbesondere in der Landwirtschaft dienen sie auch zur Lufttrocknung von Erntegut (neben der Scheune/Stadel), etwa der Tabaktrockenschuppen; auch Holzschuppen zur Trocknung und Lagerung von Brennholz besitzen oft Wände aus Holzlatten mit Zwischenräumen die die Luftzirkulation ermöglichen. Allgemeine Lagergebäude (Magazine) sind Güterschuppen oder im Schiffereiwesen Kaischuppen. Schuppen die zum Teil offen, d. h. nicht rings von Wänden umschlossen sind, wie die Remise (Wagenschuppen) sind Vorläufer der heutigen Garage und werden im Bahnwesen als Lokschuppen bezeichnet.
Ein Geräteschuppen ist ein meist geschlossenes, kleineres Gebäude zum Lagern oder Unterstellen von Geräten und/oder Materialien. Geräteschuppen werden meist in Holz- oder Blech-Bauweise errichtet.

## Abgrenzung
Ein Geräteschuppen ist nicht zum Bewohnen oder für längere Aufenthalte, z. B. zur Freizeitvergnügung, vorgesehen. Hierin grenzt er sich ab vom Gartenhaus.
Ist das Gebäude offen, so spricht man von einem (Geräte-)Unterstand; ein offener Schuppen, der eher für den Aufenthalt von Personen vorgesehen, wird Laube oder Pavillon genannt.

## Rechtliche Einordnung
Baurechtlich unterliegen Schuppen den jeweiligen Landesbauordnungen, die unter Schuppen diverse Gebäudeformen verstehen, so dass eine allgemeine Beurteilung kaum möglich ist. Schuppen können eine Baugenehmigung benötigen als auch davon befreit sein. Es kommt auf die Lage, die Größe, die Nutzung und weitere Punkte an. Schuppen als fliegende Bauten sind in der Regel genehmigungsfrei.
Versicherungsrechtlich sind Schuppen meist bei den Gebäude- und Brandversicherungen mitversichert.